# فوليات
الفُولِيَّات (الاسم العلمي: Fabales) هي رتبة نباتية تتبع طائفة البذريات من طبقة الورداوايات.

## فصائل
تضمّ 4 فصائل هي:
- البقولية
- المغزرية أو المستدرات
- القلاجية (الاسم العلمي: Quillajaceae) (أنظر قلاجة)
- (الاسم العلمي: Surianaceae)